# Groniec
Groniec (638 m) – wzgórze w Beskidzie Wyspowym w niewielkim paśmie Zęzowa wznoszącym się po północnej stronie miejscowości Tymbark i Podłopień. Na turystycznej mapie Compass podpisany jest jako Groniec. W paśmie Zęzowa, w kolejności od zachodu na wschód wznoszą się: Groniec (638 m), Stronica, Stronia (664 m) i Zęzów (693 m). Stronica wraz z Grońcem znajdują się na wschodnim końcu pasma, przy czym Groniec znajduje się po jego północnej stronie, opadającej do doliny potoku Bednarka Znajduje się na obszarze miejscowości Rupniów.
Wierzchołek i górna część stoków Grońca są zalesiony, ale wzgórze to z wszystkich stron otoczone jest polami uprawnymi miejscowości Rupniów. Jest to niewysokie wzgórze, ale o ostro zarysowanym i dość stromym wierzchołku. W północno-zachodnim kierunku opada z Grońca bezleśny grzbiet łączący go ze Świnną Górą.